# Прем'єр-міністр Чехії
Голова Уряду Чеської Республіки ('чеськ. Předseda vlády České republiky, зазвичай вживається Прем'єр-міністр) — голова Уряду Чехії. Прем'єр-міністр і Кабінет Міністрів Чехії (який складається з усіх найвищих міністрів-очільників міністерств) колективно несуть відповідальність за свою політику і дії перед Палатою депутатів. Чинний прем'єр-міністр, Петр Фіала, лідер Громадянської демократичної партії, призначений Президентом Чехії 28 листопада 2021 р., та є 13-тим прем'єром в історії.
Прем'єр-міністр призначається Президентом Чеської Республіки, його першим пріоритетом є формування Уряду Чеської Республіки і призначення інших міністрів. Увесь уряд має отримати вотум довіри Палати депутатів Чеської Республіки, а прем'єр-міністр залишається на посаді лише доти, поки зберігає підтримку більшості її членів.
У Конституції Чехії зазначено, що прем'єр-міністр організовує діяльність уряду й очолює його засідання.

## Повноваження та роль
Оскільки Чеська Республіка є парламентською республікою, прем'єр-міністр і його уряд підзвітні Палаті депутатів парламенту. У Конституції йдеться, що при вступі на посаду кожен прем'єр-міністр повинен отримати й після цього зберегти довіру парламенту. Щойно прем'єр-міністр втратить вотум довіри, має піти у відставку, а Президент Чехії зобов'язаний обрати нового прем'єр-міністра.
Прем'єр-міністр є найвпливовішим посадовцем, адже керує та головує в уряді. Президент Чеської Республіки призначає прем'єр-міністра, який, зі свого боку, призначає інших міністрів Кабінету Міністрів Чеської Республіки.

## Резиденція
Офіційна резиденція Прем'єр-міністра Чеської Республіки — Крамаржова вілла (чеськ. Kramářova vila). Резиденція розташована на вулиці Гоголова 212/1 в районі Праги Градчани.
Будівля споруджувалась із 1911 до 1914 р. за проєктом архітектора віденського міста Фрідріха Оманна.

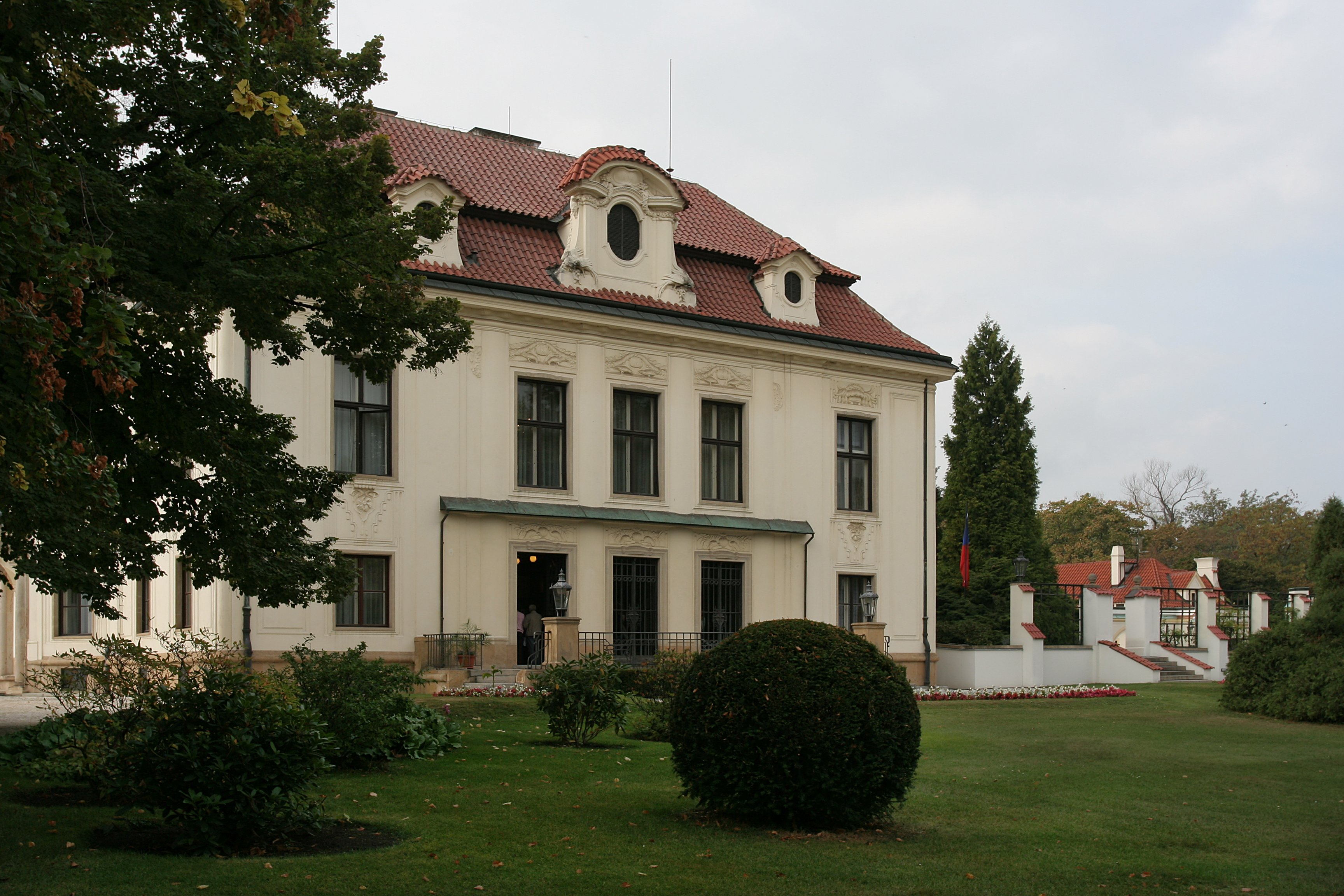
Крамаржова вілла.
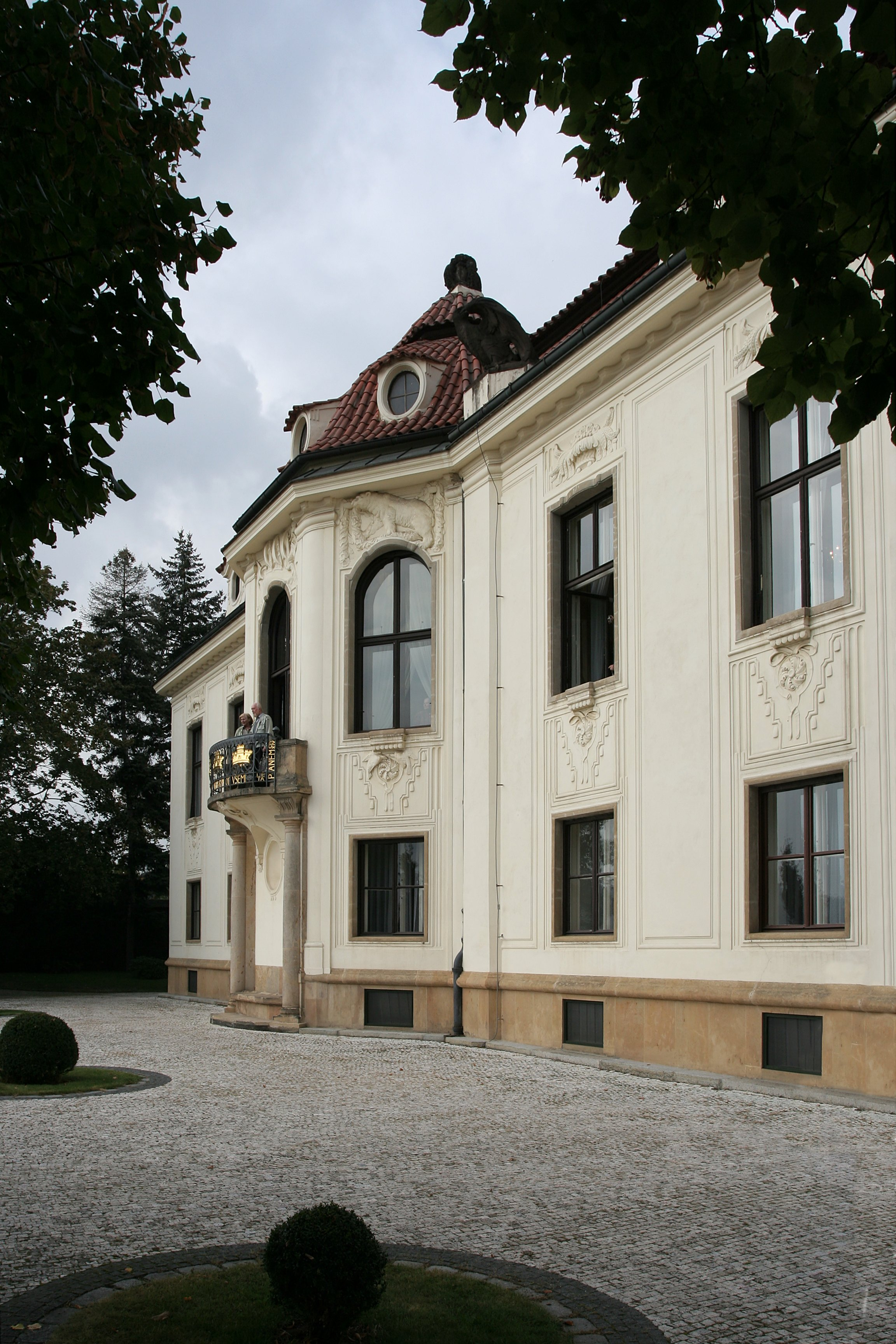
Вигляд зі саду.
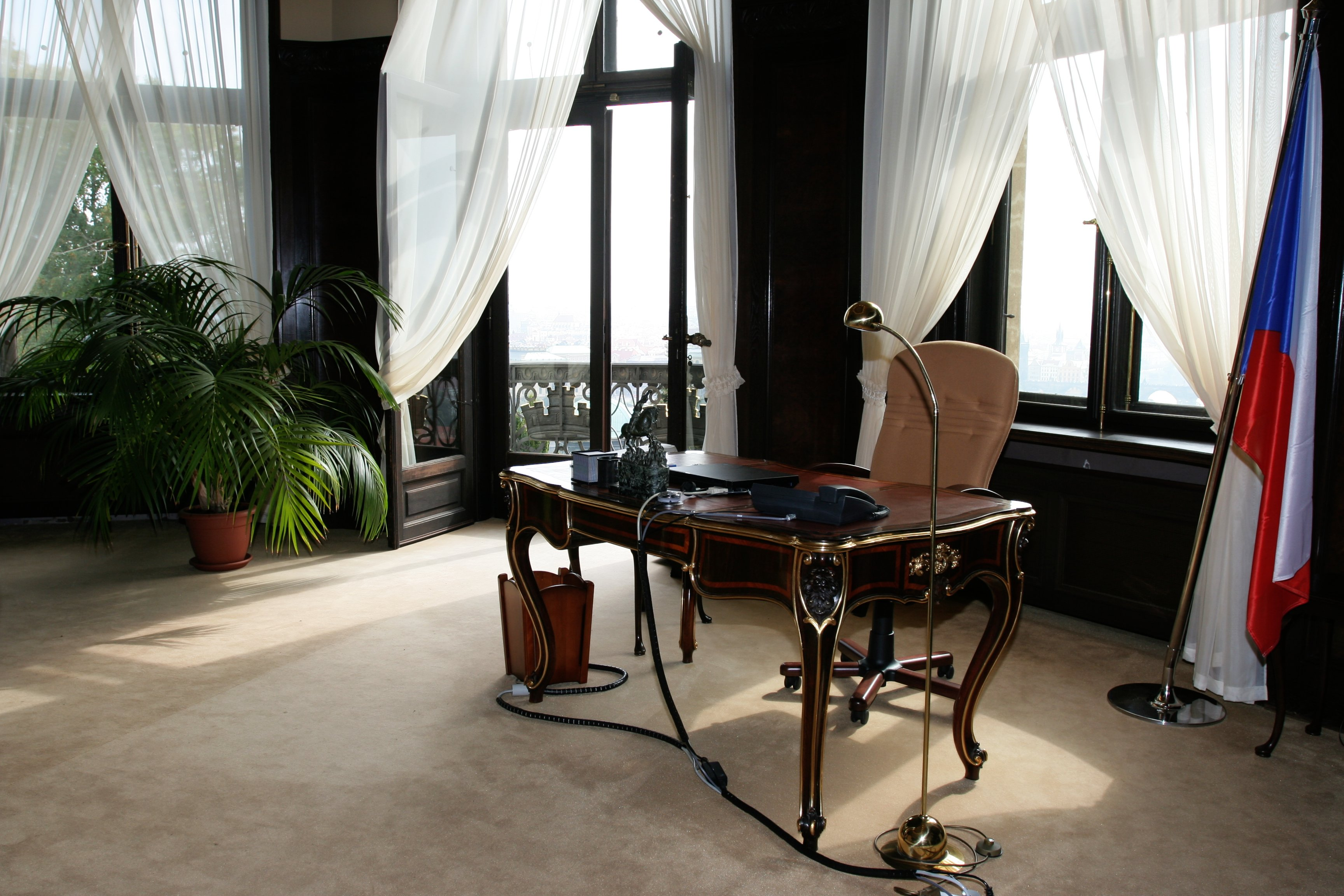
Офіс прем'єр-міністра.

## Нотатки
1. ↑  У чеській мові найпоширенішим є Premiér, менш поширеним є термін ministerský předseda.